# 青柳 (市原市)
青柳（あおやぎ）は、千葉県市原市の五井地区にある大字及び町丁。現行行政地名は青柳一丁目から青柳三丁目と大字青柳。郵便番号は299-0102。

## 概要
市原市北西部の五井地区に位置する。
青柳とその周辺では、度々土地区画整理事業を実施しており、町丁字の新設や統合を繰り返しているため、現在の町丁字域は半世紀前のものと一致している割合が少ない。

## 地理

### 地名
地名は、「あお（河川の土砂の堆積地）」と「やぎ（転石地）」で、石が交じった土砂堆積地であることに由来する。青柳村から江戸に出荷したバカ貝は、青柳の地名にちなみ「アオヤギ」の美称で呼ばれていた。 なお、青柳村の南部については、1874年（明治7年）より前は天王河原村という名称であり、元々は白塚村の一部であった。

### 隣接町丁字
北は青柳北と五井海岸、南は千種、東は出津と島野、西は千種海岸と接する。

## 歴史

### 概説
千種村から五井町に統合され、1963年（昭和38年）に市原市の五井地区となった。かつては千種の浦と呼ばれ、海岸線がすぐ近くにあったが、京葉工業地域の埋め立てによって、埋立地の大字千種海岸が出現し、海岸線との距離は遠くなってしまった。
青柳周辺では、同時期に数カ所で土地区画整理事業が実施されている。まず、現在の大字青柳は従来より大字青柳であった範囲であり、2005年（平成17年）の青柳土地区画整理事業の換地処分実施の際、同時に設置された新町丁の千種に含まれなかった千種通り北側の区域が該当する。次に、地番変更及び住居表示が実施されている青柳一丁目から青柳三丁目は、1999年（平成11年）に実施された青柳海岸土地区画整理事業の換地処分の際に、大字青柳海岸から分離した範囲を指す。このように、同じ地名であるが、成立過程が異なっている。

### 年表
- 1889年（明治22年）4月1日 - 町村制施行に伴い、青柳村と他4村が合併して千種村が発足。千種村青柳となる[8]。
- 1955年（昭和30年）3月30日 - 千種村が五井町に併合されて五井町青柳となる[8]。
- 1963年（昭和38年）5月1日 - 五井町と他4町が合併して市原市が発足[12]。市原市青柳となる[12]。
- 1999年（平成11年）2月26日 - 青柳海岸土地区画整理事業の換地処分実施[10]。青柳海岸から分離して青柳一丁目から青柳三丁目が新設[10]。
- 2005年（平成17年）8月12日 - 青柳土地区画整理事業の換地処分実施[10]。千種二丁目から千種七丁目を青柳から分離する[10]。

## 世帯数と人口
2023年（令和5年）4月1日現在の世帯数と人口は以下の通りである。
| 町丁字     | 世帯数    | 人口総数 | 人口  | 人口   | 人口     | 人口     | 人口  | 人口   | 世帯人員 |
| 町丁字     | 世帯数    | 人口総数 | 若年  | 若年   | 生産年齢 | 生産年齢 | 高齢  | 高齢   | 世帯人員 |
| ---------- | --------- | -------- | ----- | ------ | -------- | -------- | ----- | ------ | -------- |
| 青柳       | 1,493世帯 | 3,045人  | 432人 | 14.19% | 1,844人  | 60.56%   | 769人 | 25.25% | 2.04人   |
| 青柳一丁目 | 153世帯   | 272人    | 17人  | 6.25%  | 173人    | 63.60%   | 82人  | 30.15% | 1.78人   |
| 青柳二丁目 | 76世帯    | 138人    | 9人   | 6.52%  | 88人     | 63.77%   | 41人  | 29.71% | 1.82人   |
| 青柳三丁目 | 156世帯   | 183人    | 1人   | 0.55%  | 98人     | 53.55%   | 84人  | 45.90% | 1.17人   |
| 合計       | 1,878世帯 | 3,638人  | 459人 | 12.62% | 2,203人  | 60.55%   | 976人 | 26.83% | 1.93人   |

## 通学区域
市立小学校・市立中学校及び県立高等学校の通学区域は以下の通りである。
| 町丁字     | 番地 | 小学校             | 中学校             | 県立高校 |
| ---------- | ---- | ------------------ | ------------------ | -------- |
| 青柳       | 全域 | 市原市立千種小学校 | 市原市立千種中学校 | 第9学区  |
| 青柳一丁目 | 全域 | 市原市立千種小学校 | 市原市立千種中学校 | 第9学区  |
| 青柳二丁目 | 全域 | 市原市立千種小学校 | 市原市立千種中学校 | 第9学区  |
| 青柳三丁目 | 全域 | 市原市立千種小学校 | 市原市立千種中学校 | 第9学区  |

## 施設
- 市原市立千種小学校
- 市原市立千種幼稚園
- 権現森公園
- 千種郵便局

## 交通

### 鉄道
駅はないが、最寄りは五井駅または姉ケ崎駅である。

### 道路
- 千葉県道24号千葉鴨川線